# HD 12661 c
HD 12661 c és un planeta extrasolar que orbita l'estrella HD 12661. És un gegant gasós descobert el 2003, i la seva grandària és la meitat de la de Júpiter. Té una òrbita excèntrica que breument el porta prop de la vora externa de la zona habitable de l'estel.

## Altres referències
- Butler et al. «Catalog of Nearby Exoplanets». The Astrophysical Journal, 646, 1, 2006, pàg. 505–522. Arxivat de l'original el 2019-12-07. DOI: 10.1086/504701 [Consulta: 15 octubre 2020].
- www.extrasolar.net/